# Klaus Hofmann (Fußballfunktionär)
Klaus-Jürgen Hofmann (* 21. Oktober 1967 in Buchloe) ist ein deutscher Unternehmer und Fußballfunktionär.

## Leben
Klaus Hofmann besuchte die Grundschule und das Gymnasium. Seinen Wehrdienst absolvierte er auf dem Lagerlechfeld. Anschließend studierte er bis 1992 in Augsburg.
Bereits während des Studiums arbeitete Hofmann für den Fleischkonzern Moksel aus Buchloe, bei dem er nach seinem Studium rasch aufstieg. 1996 wechselte er zum Unternehmen Schindler nach Berlin, wo er ebenfalls rasch aufstieg. Im Jahr 2001 wechselte er zum Brandschutz-Unternehmen Minimax nach Bad Oldesloe, bei dem er Vorstandsvorsitzender ist und an dem er gemeinsam mit einem amerikanischen Partner ein Drittel der Unternehmensanteile hält.
Hofmann spielte einige Jahre Tennis in der 1. Bundesliga und Fußball in der vierten Liga.
Im Jahr 2012 spendete Hofmann eine Million Euro für den Bau eines Nachwuchsleistungszentrums für den FC Augsburg. Im Dezember desselben Jahres wurde er in den Aufsichtsrat gewählt, im April 2014 wurde er in den Vorstand bestellt. Am 3. Dezember 2014 löste er Walther Seinsch als Vorstandsvorsitzenden ab. Er kündigte an, keine „Revolutionen“ vornehmen zu wollen, sondern den Weg, den der Verein unter Seinsch eingeschlagen hatte, im Großen und Ganzen weitergehen zu wollen.
Hofmann kritisierte bereits mehrfach das „Konstrukt RB Leipzig“ sowie die Ausnahmeregelungen für Bayer 04 Leverkusen, den VfL Wolfsburg und 1899 Hoffenheim bei der 50+1-Regel. Für ihn ist aber auch die Abschaffung der Regel eine Option.
Mitte Mai 2022 trat Hofmann aus gesundheitlichen Gründen als Präsident des FC Augsburg e. V. und Geschäftsführer der FC Augsburg 1907 GmbH & Co. KGaA zurück.